# Ivanka Trump
Ivanka Trump, all'anagrafe Ivana Marie Trump (New York, 30 ottobre 1981), è un'imprenditrice, modella e personaggio televisivo statunitense, figlia del 45º e 47º presidente degli Stati Uniti d'America Donald Trump (anche imprenditore e proprietario della Trump Organization) e della modella Ivana Trump.

## Biografia
Ivanka Trump è la figlia di Donald Trump e Ivana Trump, quindi sorella del primogenito Donald e del terzogenito Eric Trump. Inoltre è sorella, da parte di padre, di Tiffany Trump (figlia di Donald Trump e Marla Maples) e di Barron William Trump (figlio di Donald Trump e Melania Knauss). Il nomignolo ceco Ivanka sostituisce Ivana, vero nome suo e della madre. La Trump ha frequentato la Chapin School a New York e si è diplomata al Choate Rosemary Hall a Wallingford, Connecticut. Dopo aver frequentato per due anni la Georgetown University, Ivanka si è poi trasferita alla Wharton School of Business della University of Pennsylvania, laureandosi con lode (nel 2004) in Economia.

### Attività da modella
Sotto contratto dal 1995 con la Elite Model Management, dal 1997 la Trump è anche una modella di fama internazionale: a quel tempo, infatti, risale il suo esordio come ragazza copertina (in quell'occasione per il magazine Seventeen). Successivamente è stata cover girl per Forbes, Golf Magazine, Avenue Magazine, Elle Mexico, Stuff, Harper's Bazaar, Page Six e Philadelphia Style. Ivanka è stata inoltre modella per le sfilate di Versace, Marc Bouwer e Thierry Mugler, e testimonial per le campagne pubblicitarie di Tommy Hilfiger e Jeans Sassoon.

### Attività nella moda
Prima di entrare nell'azienda di famiglia, la Trump ha lavorato per Forest City Enterprises. Unendo le forze con Dynamic Diamond Corp. (corporation di proprietà della Diamond Trading Company, a sua volta posseduta dalla De Beers), Ivanka ha creato una linea di gioielleria e il primo punto vendita del marchio Ivanka Trump Collection (situato a New York sulla Madison Avenue e poi trasferito in Mercer Street) è stato chiamato come la fondatrice, ovvero Ivanka Trump. In seguito ha creato anche una linea di scarpe e una di borse, seguite poi da una linea di abbigliamento. È stata a lungo Vicepresidente della Trump Organization, ovvero dell'azienda di famiglia, incarico che, con l'elezione del padre Donald alla presidenza degli Stati Uniti, ha poi abbandonato per diventare sua consigliera alla Casa Bianca.

### Attività in televisione
Insieme al fratello Donald jr. partecipa come giudice al reality The Apprentice dal 2004, prodotto e presentato dal padre Donald e trasmesso dalla NBC. Ivanka Trump ha anche scritto un libro intitolato The Trump Card, pubblicato negli Stati Uniti nell'ottobre 2009: il libro è stato pubblicato, con il titolo Trump Card, in Italia (nel 2010) da Etas ed è stato tradotto da Roberto Merlini. Nel maggio 2017 ha pubblicato il suo secondo libro, Women who Work: Rewriting the Rules for Success.

### Attività politica
Il 27 agosto 2020 Ivanka Trump ha presentato suo padre alla Convention nazionale repubblicana e sul prato davanti alla Casa Bianca lo ha invitato ad accettare la nomina del partito davanti a una folla di 1 500 sostenitori tra cui c'erano i suoi fratelli e il vicepresidente Mike Pence. In precedenza, ha chiarito in un intervento di 18 minuti le idee e i programmi sostanziali che aveva supervisionato nel suo mandato di First Daughter e consulente.
Il 6 gennaio 2021, durante la rivolta al Campidoglio, ha twittato una richiesta di comportamento "pacifico", rivolgendosi ai rivoltosi chiamandoli "patrioti americani". Pochi minuti dopo, ha cancellato il tweet.

## Vita privata
Il 25 ottobre 2009 ha sposato Jared Kushner, di origine ebraica; nello stesso anno, si è convertita all'ebraismo. La coppia ha tre figli: Arabella Rose (2011), Joseph Frederick (2013) e Theodore James (2016).